# Tomorrowverse
El Tomorrowverse es una franquicia de medios estadounidense y un universo compartido de películas animadas producido por DC Entertainment y Warner Bros. Animation, basado en personajes de DC Comics. Como parte de la línea Películas animadas originales del Universo DC, este universo es el sucesor y reinicio del Universo de Películas Animadas de DC (New 52).
La franquicia comenzó con la película animada "Superman: Man of Tomorrow" (2020), y finaliza en 2024 con la trilogía de películas "Justice League: Crisis on Infinite Earths".

## Premisa
La franquicia es sucesora del Universo de Películas Animadas de DC que comenzó con Justice League: The Flashpoint Paradox en 2013 y concluyó con Justice League Dark: Apokolips War en 2020.
Lleva el nombre de la primera película de la franquicia Superman: Man of Tomorrow (2020)
Jim Krieg y Kimberly S. Moreau son los principales productores de todas las películas.

## Películas lanzadas
| Película                                                             | Fecha lanzamiento (USA)                                     | Director(es)  | Guionista(s)                                      |
| -------------------------------------------------------------------- | ----------------------------------------------------------- | ------------- | ------------------------------------------------- |
| Superman: Man of Tomorrow                                            | 23 de agosto de 2020                                        | Chris Palmer  | Tim Sheridan                                      |
| Justice Society: World War II                                        | 27 de abril de 2021                                         | Jeff Wamester | Meghan Fitzmartin y Jeremy Adams                  |
| Batman: The Long Halloween                                           | 22 de junio de 2021 (parte 1) 27 de julio de 2021 (parte 2) | Chris Palmer  | Tim Sheridan                                      |
| Green Lantern: Beware My Power                                       | 25 de julio de 2022                                         | Jeff Wamester | Ernie Altbacker y John Sempter                    |
| Legión de SuperHéroes                                                | 7 de febrero de 2023                                        | Jeff Wamester | Josie Campbell                                    |
| Justice League: Warworld                                             | 25 de julio de 2023                                         | Jeff Wamester | Jeremy Adams, Ernie Altbacker, and Josie Campbell |
| La Liga de la Justicia: Crisis en las Tierras Infinitas - Parte Uno  | 9 de enero de 2024                                          | Jeff Wamester | Jim Krieg                                         |
| La Liga de la Justicia: Crisis en las Tierras Infinitas - Parte Dos  | 23 de abril de 2024                                         | Jeff Wamester | Jim Krieg                                         |
| La Liga de la Justicia: Crisis en las Tierras Infinitas - Parte Tres | 16 de julio de 2024                                         | Jeff Wamester | Jim Krieg                                         |

## Películas

### Superman: Hombre del Mañana (2020)
El sobreviviente kryptoniano Kal-El/Clark Kent (Darren Criss) se enfrenta al cazarrecompensas alienígena Lobo (Ryan Hurst), mientras que una nueva amenaza en forma de Parásito (Brett Dalton) se dirige a Metrópolis.

### Sociedad de la Justicia: World War II (2021)
Barry Allen/The Flash (Matt Bomer) viaja accidentalmente a una Tierra alternativa mientras viaja en el tiempo y se involucra en la Segunda Guerra Mundial en curso junto con el equipo metahumano llamado Sociedad de la Justicia de América.

### Batman: El Largo Halloween (2021)
El justiciero Batman (Jensen Ackles) de Ciudad Gótica se une al fiscal de distrito Harvey Dent (Josh Duhamel) y al Capitán del Departamento de Policía James Gordon (Billy Burke) para investigar a un nuevo asesino en serie llamado "Holiday" que sólo mata en días festivos.

### Green Lantern: Beware My Power (2022)
El veterano marino John Stewart (Aldis Hodge) es elegido para convertirse en un Linterna Verde y se ve envuelto en medio de una Guerra Rann-Thanagar junto con el miembro de la Liga de la Justicia, Green Arrow (Jimmi Simpson), el Thanagarian Shayera Hol (Jamie Gray Hyder) y presumiblemente el fallecido héroe ranniano Adam Strange (Brian Bloom).

### Legión de Super-Héroes (2023)
Superman envía a su prima Kara Zor-El/Supergirl al siglo 31, donde es reclutada en la Legión de Super-Héroes para que pueda pertenecer mientras investiga una organización terrorista llamada el Círculo Oscuro.

### Liga de la Justicia: Warworld (2023)
La Liga de la Justicia ha sido una asociación informal de individuos superpoderosos. Pero cuando son arrastrados a War Wold, un lugar de brutales e interminables combates de gladiadores, Batman, Superman, Mujer Maravilla y los demás deberán unirse de alguna manera para formar un resistencia imbatible capaz de liderar al planeta a la libertad. La película ha recibido una clasificación R.

### Liga de la Justicia: Crisis en las Tierras Infinitas - Parte Uno (2024)
La muerte se acerca. Peor que la muerte: el olvido. No sólo para nuestra Tierra, sino para todos, en todas partes, en todos los universos. Contra esta destrucción definitiva, el misterioso Monitor ha reunido al mayor equipo de superhéroes de todos los tiempos.
Pero, ¿Qué puede hacer el poder combinado de Superman, Wonder Woman, Batman, Flash, Green Lantern y cientos de superhéroes de múltiples Tierras para salvar toda la realidad de un imparable Armagedón de antimateria?

### Liga de la Justicia: Crisis en las Tierras Infinitas - Parte Dos (2024)
Un ejército infinito de demonios sombra busca destruir todas las realidades, después de haberlas salvado de las olas de Antimateria ¿Qué fuerza misteriosa los dirige? ¿Los secretos del Monitor y Supergirl son una amenaza para los héroes?

## Próximas películas

### Watchmen (2024)
La película se anunció en julio de 2023 en la SDCC para su estreno en 2024.
La película tendrá una clasificación Tipo R.
El 13 de junio de 2024, DC publicó el primer tráiler de la película animada, confirmado el título como "Watchmen Capítulo I y II". La película será dividida en dos partes, la primera estaría llegando en 2024, y la segunda parte llegará en 2025.

## Cortos

### Adam Strange (2020)
DC Showcase: Adam Strange es un cortometraje animado directo a video que presenta al personaje titular en busca de su hija durante la guerra entre su pueblo, los rannianos y los thanagarianos.
Charlie Weber da voz a Strange.

### Kamandi: The Last Boy on Earth! (2021)
Kamandi: ¡El último niño en la Tierra! es un cortometraje animado directo a video que presenta al personaje Kamandi, quien junto a sus amigos son capturados por un culto de gorilas dedicado a encontrar una reencarnación de su dios, el Poderoso.
Cameron Monaghan da voz a Kamandi, y el corto se estrenó el 27 de abril de 2021. Jeremy Adams confirmó en 2022 que el corto conecta con Justice Society: World War II.

### Blue Beetle
DC Showcase: Blue Beetle fue lanzado el 27 de julio de 2021, junto con la película Batman: The Long Halloween - Parte 1.
El cortometraje es dirigido por Milo Neuman.

### Constantine: House Of Mystery (2022)
"Constantine: La Casa Del Misterio" es un corto el cual funciona como epílogo para el Universo Anterior, además de conectar con el Tomorrowverse.
Inmediatamente tras el final de Justice League Dark: Apokolips War, Constantine envió a Flash atrás en el tiempo para crear un nuevo Flashpoint. John se despierta en la espeluznante Casa del Misterio sin recordar cómo llegó allí. Afortunadamente, Zatanna y sus amigos están todos allí. Desafortunadamente, tienen la mala costumbre de convertirse en demonios y despedazarlo una y otra vez...
Matt Ryan vuelve a dar voz a Constantine. El corto se estrenó el 3 de mayo de 2022.

## Recepción
| Título                               | Crítica           | Crítica |
| Título                               | Rotten Tomatoes   | IGN     |
| ------------------------------------ | ----------------- | ------- |
| Superman: Man of Tomorrow            | 93% (14 reviews)  | 7/10    |
| Justice Society: World War II        | 76% (17 reviews)  | 9/10    |
| Batman: The Long Halloween - Parte 1 | 100% (20 reviews) | 8/10    |
| Batman: The Long Halloween - Parte 2 | 100% (14 reviews) | 9/10    |
| Green Lantern: Beware My Power       | 56% (9 reviews)   | 7/10    |
| Legión de Super-Héroes               | 60% (5 reviews)   |         |